# Театр балета на Брайтоне

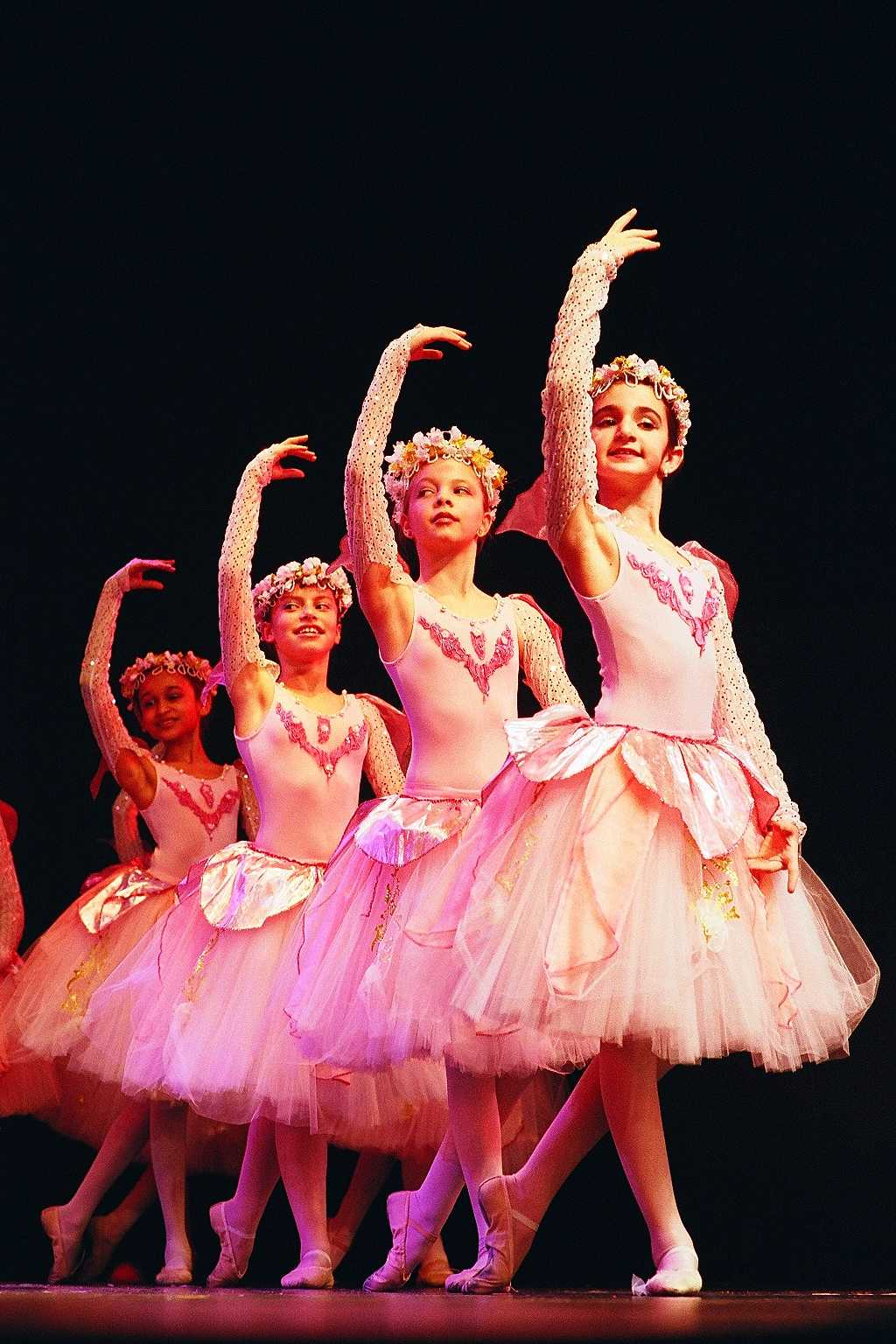
Воспитанницы театра

Театр балета на Брайтоне (англ. Вrighton Ballet Theater) — русский хореографический центр в боро Бруклин в Нью-Йорке, созданный в 1987 году. Центр проводит подготовку по классу балета, современному и характерному танцам, фольклорному танцу. Театр расположен в районе Манхэттен-Бич на территории общежития Общинного колледжа Кингсборо Городского университета Нью-Йорка.
В Школе занимаются дети всех возрастов. Для каждой категории студентов существует собственная программа, учитывающая возраст и индивидуальные способности и интересы студентов. Преподавателями театра являются иммигранты из бывшего СССР. Одной из ключевых постановок Театра балетa на Брайтоне является спектакль «Щелкунчик» Петра Чайковского.